# Caenoschmidtia vittata
Caenoschmidtia vittata är en insektsart som beskrevs av Marius Descamps 1973. Caenoschmidtia vittata ingår i släktet Caenoschmidtia och familjen Euschmidtiidae. Inga underarter finns listade i Catalogue of Life.